# Rattersbach
Der Rattersbach ist ein Wiesen- und Klingenbach im südlichen Gemeindegebiet von Michelbach an der Bilz im Landkreis Schwäbisch Hall im nordöstlichen Baden-Württemberg, der nordwest- und dann westwärts fließt. Nach etwas über einem Kilometer langem Lauf mündet er südwestlich des Michelbacher Dorfes Hirschfelden von rechts in den mittleren Kocher.

## Geographie

### Verlauf
Der Rattersbach entsteht etwa einen Kilometer südwestlich der Ortsmitte von Hirschfelden in der flachen Wiesenmulde der Gemarkung Buchhorner Wiesen zwischen dem kleinen Buchhorn-Massiv im Süden und dem Geigenberg im Norden auf etwa 372 m ü. NHN. In kaum geschlungenem Wiesenlauf zieht er in einem Graben ohne höheren Bewuchs am Ufer unter einigen Anwesen des Michelbacher Weilers Buchhorn am höheren Hang nordwestwärts.
Nach etwa 500 Metern erreicht er den Rand der von Südwesten von der B 19 kommenden L 1055, die dort an ihrer Bachüberquerung auf nördlichen Lauf nach Hirschfelden wechselt. Jenseits der Straße ändert sich das Bild des Baches völlig. Nun von einer natürlichen Galerie aus Bäumen und Sträuchern begleitet, fließt er nach Westen und tieft sich dabei stärker als zuvor ein, über der unmittelbaren Bachmulde liegen nun Felder.
Nach etwa 400 Metern überquert die Bahnstrecke Waiblingen–Schwäbisch Hall-Hessental den dort verrohrten Bach auf einer Aufschüttung, der danach auf seinen letzten 200 Metern sehr steil durch den Wald am Flusstalhang zum Kocher abfällt, in den er auf etwa 305,8 m ü. NHN von rechts einfließt.
Der Rattersbach mündet nach 1,1 km langem Lauf mit mittlerem Sohlgefälle von etwa 58 ‰ rund 66 Höhenmeter unterhalb seines Wiesenursprungs.
Außer einem von rechts zulaufendem Graben von hundert bis hundertfünfzig Metern Länge an der Ostseite der Bahnlinie entlang, der wie er selbst bis dorthin keinen dauerhaften Durchfluss hat, besitzt er keine Zuflüsse.

### Einzugsgebiet
Das Einzugsgebiet des Rattersbachs umfasst etwa 0,8 km² Fläche. Der Südostteil mit der Quelle gehört naturräumlich zu den Limpurger Bergen im Unterraum Limpurger Berge und Randhöhen der Schwäbisch-Fränkischen Waldberge, der größere übrige Teil liegt im Unterraum Haller Bucht mit Rosengarten der Hohenloher und Haller Ebene. Der mit 463,4 m ü. NHN höchste Punkt liegt auf der südlichen Wasserscheide auf einem Westsporn des Buchhorns im Bereich der Burgruine Buchhorn.
Jenseits dieser Wasserscheide fließt der ebenfalls unbeständige Herbach ein gutes Stück flussaufwärts zu einer rechten Altarmschlinge des Kocher. Im Südwesten fließt ein sehr kurzer Klingenbach wenig oberhalb zum Kocher. Im Norden gibt es lange keinen offenen Zufluss zum Fluss. Im Osten liegt das Einzugsgebiet des beständigen Adelbachs, der der anderen Seite des Buchhorn-Massives entlang noch höher am Flusslauf den Kocher speist.
Das gesamte Gebiet gehört zur Gemeinde Michelbach an der Bilz, deren einzige Siedlungsplätze darin sind zwei oder drei Einzelanwesen des verstreuten Weilers Buchhorn hoch am linken Hang.

## Geologie
Die höchste triassische Schicht im Einzugsgebiet ist der Kieselsandstein (Hassberge-Formation).
Darunter am Hang streichen die Unteren Bunten Mergel (Steigerwald-Formation) aus, nur abschnittsweise gefolgt von einem schmalen Streifen von Schilfsandstein (Stuttgart-Formation). In der noch tieferen Wiesenflur darunter liegt Gipskeuper (Grabfeld-Formation), in dem auch die Quelle liegt und der bis nahe an die Landesstraße reicht. Westwärts schließt sich der bis an den Beginn des Kochertaleinschnittes an der Bahnlinie reichende Lettenkeuper (Erfurt-Formation) an. Jenseits der Bahnlinie streicht dann an der steilen Kochertalflanke der Obere Muschelkalk aus.
Im Gipskeuper und bis weit in den Lettenkeuper hinein umgibt ein Streifen holozänen Schwemmlandes den Bachlauf, im sehr steilen Taleinschnitt zum Kocher hinab liegt Hangschutt auf dem Muschelkalk.
Am Unterhang des Buchhorns verläuft die nördliche Randstörung der Neckar-Jagst-Furche mit der Tiefscholle im Süden; der steile Anstieg aus der flachen Obertalmulde auf das Buchhornmassiv ist durch Reliefumkehr entstanden.

## Natur und Schutzgebiete
Der Rattersbach ist auf seinem naturnahen Abschnitt zwischen der Landesstraße und der Bahnlinie bis zu zwei Meter breit. Besonders anfangs fließt der Bach über Rampen aus abgelagertem und bemoostem Sinterkalk und stürzt in kleine Gumpen. Das Sediment ist schlammig. In der begleitenden Galerie dominieren die Erlen. Aus dem Bach werden zwei Kleinteiche am Ufer gespeist, neben denen das Bett deshalb oft trocken liegt.
Auf dem letzten, steilsten Talabschnitt von der Bahnlinie zum Kocher hinab ist das Bachbett schotterreich und etwa meterbreit. Teilweise fließt der Bach dort unter den Kalksteinen im Bett.
Auf diesem kurzen und letzten Bachabschnitt durchfließt der Bach das Naturschutzgebiet Kochertal zwischen Westheim und Steinbach einschließlich Klingenbach sowie Geiß- und Eselsklinge. Zuvor liegt fast das gesamte Einzugsgebiet im Landschaftsschutzgebiet Westabhang der Limpurger Berge. Wie das gesamte Michelbacher Gemeindegebiet gehört auch das Bacheinzugsgebiet zum Naturpark Schwäbisch-Fränkischer Wald.

### LUBW
Amtliche Online-Gewässerkarte mit passendem Ausschnitt und den hier benutzten Layern: Lauf und Einzugsgebiet des Rattersbachs

Allgemeiner Einstieg ohne Voreinstellungen und Layer: Daten- und Kartendienst der Landesanstalt für Umwelt Baden-Württemberg (LUBW) (Hinweise)
1. ↑  Höhe nach dem Höhenlinienbild auf dem Hintergrundlayer Topographische Karte.
2. ↑  Länge nach dem Layer Gewässernetz (AWGN).
3. ↑  Einzugsgebiet abgemessen auf dem Hintergrundlayer Topographische Karte.
4. ↑  Länge abgemessen auf dem Hintergrundlayer Topographische Karte.
5. ↑  Schutzgebiete nach den einschlägigen Layern, Natur teilweise nach dem Layer Geschützte Biotope.

### Andere Belege
1. 1 2  Höhe nach schwarzer Beschriftung auf dem Layer WMS LGL-BW Topographische Freizeitkarte 1:25.000 auf: Geoportal Baden-Württemberg (Hinweise)
2. ↑  Wolf-Dieter Sick: Geographische Landesaufnahme: Die naturräumlichen Einheiten auf Blatt 162 Rothenburg o. d. Tauber. Bundesanstalt für Landeskunde, Bad Godesberg 1962. → Online-Karte (PDF; 4,7 MB)
3. ↑  Geologie nach den Layern zu Geologische Karte 1:50.000 auf: Mapserver des Landesamtes für Geologie, Rohstoffe und Bergbau (LGRB) (Hinweise)